# Pneumatske sejalice
Pneumatske sejalice se koriste u poljoprivredi, kojima mogu da se seju kukuruz, suncokret, soja i neke povrtarske kulture. U poslednje vreme se kao uobičajan dodatak uz pneumatske sejalice isporučuje i uređaj za elektronsku kontrolu setve.
Od dodataka mogu se tu naći i još uređaji za ubacivanje mineralnog đubriva i insekticida. Pneumatske sejalice koje imaju veću širinu sad imaju mogućnost da se na posebnom prevozu transportuju do njive, taj sistem se naziva bočni prevoz. Prema načinu izbacivanja zrna pomoću vazdušne struje pneumatske sejalice se mogu podeliti na dva tipa: sa podpritiskom i sa nadpritiskom.

## Vrste sejalica
1. Mehaničke sejalice služe, po pravilu, za setvu krupno zrnog semena, kao što su grašak, pasulj... Seme mora biti kalibrisano, što u određenoj meri poskupljuje proizvodnju. Mehaničke sejalice se prema vrsti setvenog aparata dele na sejalice sa setvenom pločom, sejalice sa trakom i sejalice sa točkom i lopaticama.

1. Pneumatske sejalice koriste se za sitnije seme koje ne mora da bude kalibrisano. Ove sejalice se prema načinu izdvajanja semena dele na: sejalice sa potpritiskom i sejalice sa natpritiskom (retko se koristi za povrće).[2]

Postupak precizne setve može da se podeli u 5 faza: krčenje/ravnanje površine, konsolidacija površine predsabijanjem, povlačenje brazdice i spuštanje semena, utiskivanje semena u brazdicu i njeno zatvaranje i sabijanje zemlje oko semena. Sejalica na slici 1 i princip rada njenih delova detaljno su opisani u članku „ Kriterijumi za izbor sejalice za preciznu setvu" u broju 3/2006 i ovde će biti napomenute samo najvažnije funkcije pojedinih delova, prema uprava navedenim fazama. 
Prvo deo koji dolazi u kontakt sa površinom koju treba posejati je ravnalo i to je jedan opcioni deo. Iza ravnala se nalazi pritiskač koji služi da konsoliduje površinu pred sabijanjem i obezbedi uspešno i precizno otvaranje brazdice. Sledeći korak je povlačenje brazdice i ubacivanje semena u brazdicu koju formira otvarač brazdice. Setveni aparat ima funkciju preciznog zahvatanja semena, njegovog transporta i izbacivanja u pravo vreme na pravo mesto. 
Bilo da je sejalica pneumatska ili mehanička, potrebno je voditi računa o fleksibilnosti rada setvenog aparata u smislu variranja rastojanja semena u redu, ali i mogućnosti podešavanja međusobnog rastojanja između redova. Ovo je posebno interesantno za setvu povrća, gde su semena često veoma sitna, a rastojanja ponekad veoma mala, videti tabele 1. i 2. Razlog za oprez je najpre cena dodatnih / specijalnih delova, koja može da bude vrlo visoka u direktnom poređenju sa cenom samog setvenog aparata, uz napomenu da je ponekad sejalicu tehnički nemoguće prilagoditi potrebama setve pojedinih vrsta povrća.
Za uspostavljanje prisnog kontakta između semena i zemljišta zaduženi su točkovi - utiskači semena. Uloga zatvarača brazdice je veoma važna jer je svakom semenu potrebno obezbediti jednake uslove za nicanje. U ovom slučaju je to debljina sloja iznad semena.Nakon pokrivanja semena potrebno je obezbediti pritisak i povoljnu strukturu zemljišta i sa gornje strane semena. Za te potrebe se koriste razne forme pritiskača u obliku točkova i diskova. 

## Mehaničke sejalice
Za izdvajanje pojedinačnog semena zadužena nagnuta setvena ploča pod 40° Seme upada pod uticajem zemljine teže u rupe na ploči, a iz rupa se seme izbacuje četkama. Na fotografiji desno je setvena ploča A izrađena u obliku spiralnih žljebova koji na svom kraju imaju rupe i predviđena je za krupnije seme-pasulj, na primer. Izbacivač-četka je na slici obeležena sa B. Nedostatak ove izvedbe je mogući lom semena, jer se tokom obrtanja ploče seme u ploči u jednom momentu nađe iznad otvora, i u tom momentu mora da propadne na dole. Ukoliko se to ne desi dolazi do oštećenja semena presecanjem/zasecanjem, što automatski znači smanjenje klijavosti. Sledeći nedostatak je i velika visina pada semena, odnosno veliko rastojanje između tačke izbacivanja i dna brazdice,što može da izazove neprecizno spuštanje semena. Sa druge strane, prednost ove sejalice je jednostavna izvedba.

## Pneumatske sejalice
Načini primene sejalica Bez obzira na tip sejalice način primene sejalica, njihova konačna izvedba i stepen mehanizacije zavisi od veličine površine koja se obrađuje. Prikazani su tipični primeri različitih načina upotrebe setvenih jedinica. Nalazi se ručno pogonjena sejalica, koja je namenjena za gajenje na malim površinama i, može se reći, za hobi upotrebu. Sejalica za baštensku-poluprofesionalnu proizvodnju na slici sredini priključena je na motokultivator i, u izvedbi sa slike, sastoji se od dve setvene jedinice. Ovakva sejalica je namenjena za površine do l/4 ha. Izvedba sejalica za njivsko gajenje,sa četiri setvene jedinice, predstavlja profesionalno rešenje.

### Odabir pneumatskih sejalica
Kod zamene istrošenih pneumatika postavlja se dilema koje pneumatike odabrati: da li iste koje su i bile na traktoru, mašini ili pak odabrati po svom nahođenju i za neke nove uslove drugi tip pneumatika. Kod odabira pneumatika osnovno je pravilo: odabrati pneumatik koji po dimenzijama odgovara našoj mašini, drugo bitno obeležje je nosivost pneumatika. Svaki pneumatik na sebi ima određene oznake koje tačno definišu pneumatik i njegovu namenu.
Osnovni tipovi pneumatika na poljoprivrednim mašinama po mestu ugradnje su: 
1. vučni pneumatik
2. upravljački pneumatik
3. teretni pneumatik

### Vučni pneumatik
Koristi se na pogonskim osovinama traktora, kombajna i ostalih poljoprivrednih mašina koje za svoje kretanje razvijaju vučnu silu na mestu dodira točka i podloge. Ovaj tip pneumatika se koristi i kod sejalica koje za pogon setvenih aparata dobijaju pogon od vlastitih točkova. Mora se voditi računa o smeru kretanja (ripne na točku sejalice okrenuti kontra u odnosu na ripne zadnjih točkova traktora). Primena ovakvih pneumatika na upravljačkim točkovima (ne i pogonskim) ne preporučuje se zbog otežanog držanja pravca i slabije kompenzacije bočne sile. Kod pneumatika zadnjih točkove traktora voditi računa (o oznaci 6PR, 8PR,...) o nosivosti pneumatika. U slučaju vuče jednoosovinskih prikolica, koje deo svoje mase prebacuju na zadnju osovinu traktora, može doći do brzog propadanja pneumatika, ako se ne vodi računa o njihovoj nosivosti.

### Upravljački pneumatik
Upravljački pneumatik postavlja se na upravljačke točkove traktora i ostalih pokretnih mašina. Ako su upravljački točkovi ujedno i pogonski onda se postavlja profil pneumatika kao i za vučni pneumatik. Teže upravljanje vučnim tipom pnematika na upravljačkoj osovini kompenzira se obaveznom ugradnjom hidroinstalacije u upravljački mehanizam. Upravljački pneumatik dobro podnosi bočne sile i nije namenjen za veća opterećenja. Pogrešno je ovaj tip pneumatika postavljati kao pogonske pneumatike na sejalicama.

### Teretni pneumatik
Teretni pneumatik namenjen je za korišćenje za prevoz tereta, odlikuje se sitnijom šarom i odgovarajućim brojem uslovnih platana (PR). Postavlja se na traktorske prikolice. Slabo prima bočnu silu, pa je izrazito nepogodan kao zamena upravljačkog pneumatika – znatno smanjuje manevarske sposobnosti vozila. Korišćenje kao vučnog pneumatika ne preporučuje se zbog male realizacije vučne sile a pogotovu na mekoj podlozi. Teretni pneumatik u poljoprivredi ima dva osnovna oblika:
- uži, većeg prečnika sa višim pritiskom
- širi, manjeg prečnika i sa nižim pritiskom

Prvi oblik (teretni - kamionski) pogodan je za transport po čvrstoj podlozi. Negativna osobina je kod transporta na mekoj podlozi (velika dubina traga i sabijanje zemljišta). 
Drugi oblik (“balon”) pogodan je za transport po mekoj podlozi. U praksi na tvrdoj podlozi pokazao slabije rezultate (brže stradanje prednjih pneumatika na prikolici).

### Precizne pneumatske sejalice
Precizne pneumatske sejalice AEROMAT A rade na principu natpritiska i namenjene su za sejanje kukuruza, šećerne repe, suncokreta, tikve, soje, pasulja, graška i slično. Precizno sejanje omogućavaju posebno oblikovani setveni diskovi, koje pokreću pogonski točkovi preko centralnog pogona i menjača sa 48 (64*) prenosnih odnosa, što pruža mogućnost podešavanja isto toliko različitih rastojanja među semenima.

## Univerzalne sejalice
Sejalice za žito imaju univerzalni karakter. Mogu se koristiti za setvu strnih žita (pšenice, ječma, raža i ovsa), a uz određena podešavanja i lucerke, krmnog i industrijskog bilja i raznih vrsta trave. Konstruisane su za idividualne proizvođače. Opremljene su automatskim markerima i varijatorom za promenu norme setve. Proizvode se od 17 i 25 redi. Postoji i pneumatska varijanta od 51 red. Savremeno koncipiran setveni aparat sa nazubljenim valjcima omogućava precizno doziranje različitih količina semena.
Transport semena do ulagača je pneumatski. Setva je jedna od najvažnijih agrotehničkih zahvata, od čijeg kvaliteta zavisi količina I kvalitet proizvodnje. Osnovni radni organi mehaničke žitne sejalice su: sanduk za seme, sejaći aparat, sprovodne cevi, ulagači semena i zagrtači.

## Proizvodnja
„Proizvodnja je svrsishodna ljudska delatnost u kojoj se određeni skup resursa - inputa, transformišeu određene proizvode autpute koji služe zadovoljenju ljudskih potreba. Autputi ili proizvodi mogu biti materijalne prirode, a mogu biti i raznovrsne usluge namenjene određenoj grupi korisnika. Proizvodnja predstavlja najvažniju fazu u procesu društvene reprodukcije, jer je ona materijalna osnova za funkcionisanje ostalih društvenih procesa i aktivnosti. Sama proizvodnja se realizuje krozbrojne tehnološke procese. Proces proizvodnje predstavlja jedan dinamički sistem u kome postojikretanje materijala (materijalni tokovi) i kretanje informacija (informacioni tokovi). Kodsloženijih proizvodnih sistema ovi tokovi mogu biti veoma složeni, pa zahtevaju određene sisteme za njihovo upravljanje. Ovom problematikom se bavi u okviru menadžment aktivnosti disciplina:menadžment proizvodnje. Sistem upravljanja proizvodnjom funkcioniše na principu povratnesprege, na taj način što se vrši ocena kvaliteta finalnog proizvoda, u kojoj meri ona zadovoljavaplanirane vrednosti. Ako postoji odstupanje, onda se na osnovu dobijenih informacija vrši korekcijapolaznih elemenata (materijal, tehnloški proces i drugo) da bi se dobio željeni rezultat.“
„Proizvodnja je večiti proces prisvajanja, prerade i oblikovanja predmeta prirode koji vrši čovek da bi obezbedio materijalne uslove života i na taj način zadovoljio potrebe pojedinaca, društvenih grupa i širih zajednica. Između čoveka i materijalne prirode stoji stalno jedinstvo i borba suprotnih tendencija. Čovek kao društveno biće ne bi mogao da se održi i postane ono što jeste, da nije celishodno koristio sve uslove koje mu, za održanje života, pruža priroda. Opredeljen saznanjem dasamo proizvcdnjom materijalnih dobara može da održi svoju vrstu, čovek nužno dolazi usvakodnevne odnose s prirodom, prilagođava je, daje joj posebno oblike i pogodne forme zakorišćenje, čini je upotrebljivom i korisnom, a to sve je u okviru određenog društvenog oblika injegovim posredstvom. U nastojanjima da prilagcdi prirodu svojim potrebama i tako održi ireprodukuje svoj život, čovek je nailazio i danas nailazi na mnoge teškoće. Priroda je večito pružalaotpor, krila u sebi tajne, i time iznova stimulisala čoveka na nove akcije. No, proizvcdnja nije samoodnos čoveka i prirode. Ona je, u isto vreme, i odnos među proizvođačima čije se ekonomsko povezivanje ostvaruje prisvajanjem i prilagcđavanjem prirode potrebama ljudi.“
„Proizvodnja se, dalje, može shvatiti kao proizvodnja u širem, odnosno užem smislu. U užem značenju proizvodnja je proces proizvodne aktivnosti u kojem se direktno ostvaruje proces trošenja rada. Proizvodnja se, u ovom slučaju, svodi na onu aktivnost ljudi u kojoj se realno ostvaruje objedinjavanje i uzajamno kombinovanje materijalnih i subjektivnih činilaca proizvodnje i ovi dovode u aktivan odnos trošenja gde se vodi proces rada, prerađuju predmeti prirode i daje im se posebna forma pogodna za upotrebu i korišćenje. Međutim, proizvodnja se najčešće shvata u širem smislu kao jedinstvo osnovnih momenata privredne aktivnosti društva. Tako shvaćena proizvodnja obuhvata celokupnost ekonomskog života, sve njegove osnovne segmente: proizvodnju, raspodelu (razmenu) i potrošnju, a ne samo proces rada u kome se istovremeno i neposredno vrši celishodno trošenje subjektivnih i materijalnih činilaca proizvodnje. U tom jedinstvu proizvodnja ima odlučujući značaj za celokupnu oblast ekonomskog života ljudi.“

## Literatura
1. Ekonomska enciklopedija I; „Savremena adninstracija“; (Autor članka: Prof. Dr D.Šoškić);Beograd; 1984;
2. Poslovna ekonomija; Funkcije preduzeća; A. Jovanović, Mr S. Kisić i Dr V. Božić; Zavod za udžbenike i nastavna sredstva; Beograd; 2004;
3. Menadžment u modernom biznisu; Dr Ž. Radosavljević i Dr R. Tomić; Univerzitet „Braća Karić“; Beograd; 2007;
4. Osnovi organizacije; Dr N. Pavlović; ALFA-GRAF NS; Novi Sad; 2007;
5. https://web.archive.org/web/20151208052803/http://tagtag.com/menadzment/iii_grupa_pitanja/2_pojam_i_definicija_proizvodnje
6. http://www.google.rs/search?q=just+in+time